# Nnom Nnam
Nnom Nnam ou Nom Nam est un village du Cameroun, situé dans la commune de Ngomedzap, le département du Nyong-et-So'o et la région du Centre.

## Population
En 1963, Nnom Nnam comptait 322 habitants, principalement des Ewondo. Lors du recensement de 2005, on y a dénombré 430 personnes.